# New South

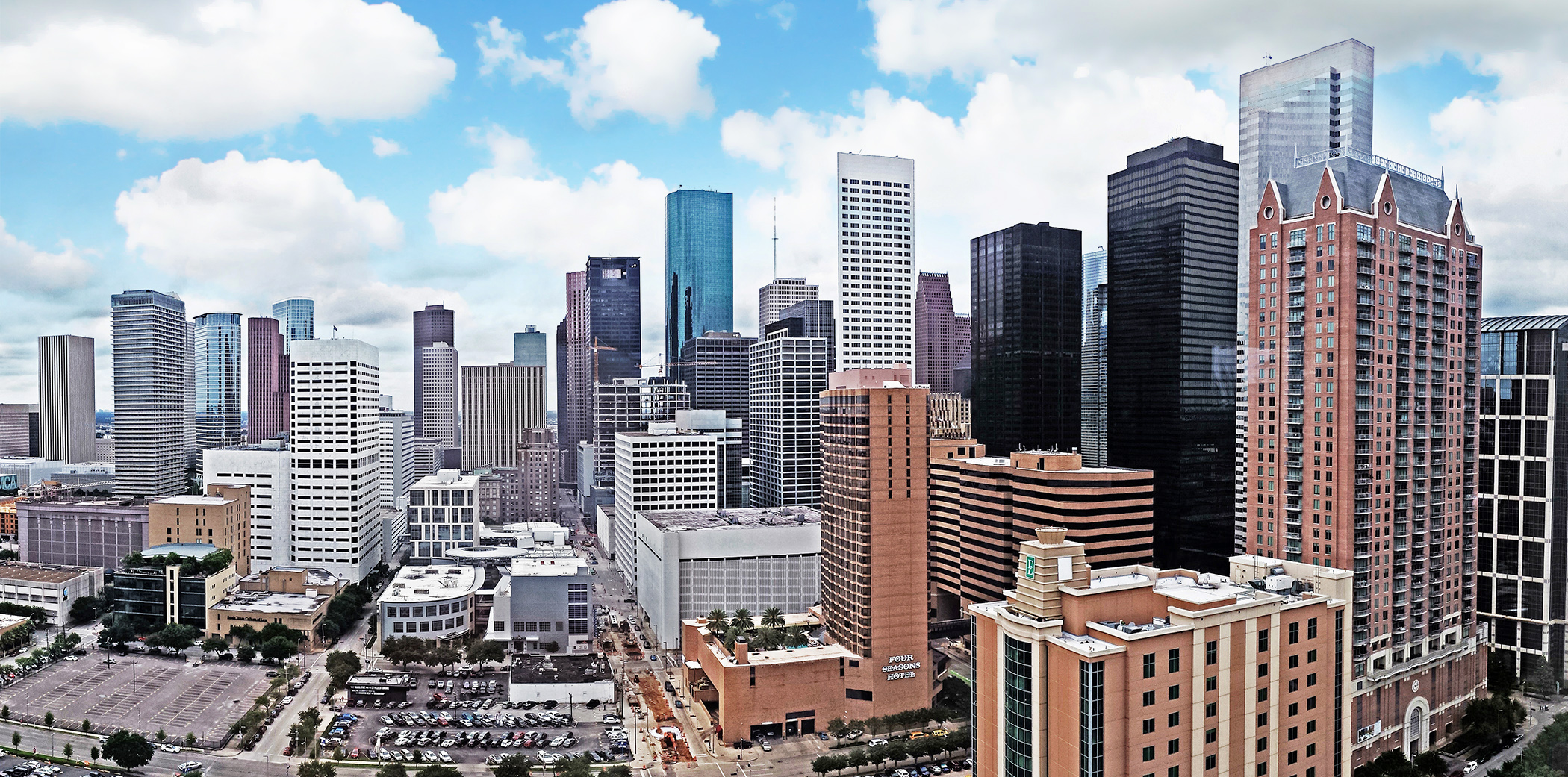
Vue panoramique du centre-ville de Houston.

New South (en français : Nouveau Sud) est une expression utilisée pour désigner le Sud des États-Unis, en opposition à l'Old South d'avant la guerre de Sécession et son économie de plantation basée sur l'esclavage.